# Vlajka Samoy

Samojská vlajka
Poměr stran: 1:2

Vlajka Samoy je červený list s modrým kantonem, ve kterém je pět bílých, nestejně velkých pěticípých hvězd, seřazených do tvaru souhvězdí Jižního kříže. Jedná se o připomínku novozélandské vlajky, protože Samoa byla v letech 1914–1962 Novým Zélandem spravována).
Červená barva vlajky symbolizuje statečnost, modrá svobodu a bílá čistotu.

Rozměry samojské vlajky

Vlajka byla zavedena již roce 1948, ale do roku 1949 měla v modrém kantonu pouze čtyři hvězdy (bez Epsilon Crucis).

## Historie
Samojské souostroví bylo osídleno již asi mezi lety 1000 a 700 př. n. l. Pro Evropany Samou objevil 13. června 1722 nizozemský admirál a průzkumník nizozemské Východoindické společnosti Jacob Roggeveen. Název souostroví znamená v místním jazyce Místo moa, tedy místo vymřelých ptáků Moa, kteří byli totemovým označením místního rodu (Moa, vyhynulý kolem roku 1500, byl však novozélandský endemit). Roku 1768 pojmenoval francouzský mořeplavec Louis Antoine de Bougainville ostrovy jako Plavecké ostrovy (francouzsky Îles des navigateurs). Kolem roku 1830 zde byla založena anglická misionářská stanice. První doloženou vlajkou byl červený list s bílým půlměsícem a bílou hvězdou uprostřed, užívaná v letech 1858–1873 (není obrázek).
2. října 1873 byla přijata první vlajka Samojského království tvořená červeným listem s bílým středovým křížem a bílou pěticípou hvězdou v horním žerďovém rohu. Vlajka (pravděpodobně o poměru stran 2:3) měla tradiční polynéské barvy (červenou a bílou) doplněné o křesťanské symboly.
28. ledna 1886 se za pomocí Němců chopil vlády náčelník Tupua Tamasese. Ten z vděčnosti změnil barvy vlajky na více německé. Vlajka byla tvořena bílým listem s černým středovým křížem a červeným kantonem s bílou pěticípou hvězdou.
V roce 1889 byla obnovena původní vláda a v této souvislosti i původní vlajka z let 1873–1886.
V prosinci roku 1889 se Spojené království vzdalo území Samoy výměnou za jiná území a 27. dubna 1900 vznikla v západní části souostroví kolonie Německá Samoa. Východní část připadla USA (dnes nezačleněné území Americká Samoa). Německá Samoa užívala vlajku Německého císařství, černo-bílo-červenou trikolóru s vodorovnými pruhy.
Kolem roku 1912 začalo Německo uvažovat o rozlišení vlajek svých kolonií podle britského vzoru (německé kolonie byly považovány za nedílnou součást říše). Vlajky byly navrženy, v roce 1914 i schváleny, ale po vypuknutí 1. světové války nebyly nikdy zavedeny. Vlajkou Německé Samoy měla být německá černo-bílo-červená vodorovná trikolóra o poměru stran 2:3 se znakem kolonie v bílém pruhu. Znak byl tvořen červeným štítem s (v dolní části) modrobílými vlnami, z nichž vystupovaly tři malé bílé ostrůvky s třemi bílými kokosovými palmami. Existuje několik návrhů této vlajky. Žádná z vyobrazených vlajek ale neodpovídá uvedenému zdroji.

Vlajka Samojského království (1873–1886, 1889–1900) Poměr stran: 2:3
Vlajka Samojského království (1886–1889) Poměr stran: 2:3
Vlajka Německého císařství užívaná v Německé Samoi (1900–1914) Poměr stran: 2:3
Návrh vlajky Německé Samoy (1914) Poměr stran: 2:3
Návrh vlajky Německé Samoy (1914) Poměr stran: 2:3

29. srpna 1914 obsadil, v souvislosti s vypuknutím 1. světové války, Německou Samou Nový Zéland (v té době britské dominium) a na souostroví se začala užívat novozélandská vlajka.
V prosinci roku 1920 byla Německá Samoa přejmenována na Západní Samou a stala se mandátním územím Společnosti národů pod správou Nového Zélandu. Novou vlajkou se v této souvislosti stala britská státní námořní vlajka (Blue Ensign) s místním vlajkovým emblémem (Badge) ve vlající části. Emblém tvořilo bílé kruhové pole s (v přirozených barvách) vyobrazením pobřeží, trsy trávy a třemi kokosovými palmami. Inspirací pro emblém byla vlajka Cookových ostrovů z let 1893–1901 s jednou palmou.
V roce 1946 byl statut Západní Samoy změněn na Poručenské území OSN pod správou Nového Zélandu. 1. června 1948 byla zavedena nová vlajka s červeným listem o poměru stran 1:2 a modrým kantonem. V něm byly (pod vlivem Novozélandské vlajky čtyři nestejně velké, bílé, pěticípé hvězdy, rozmístěné do podoby souhvězdí Jižního kříže.

Novozélandská vlajka Německé Samoi (1914–1920) Poměr stran: 1:2
Západosamojská vlajka (1920–1948) Poměr stran: 1:2
Vlajka Cookových ostrovů (1893–1901), inspirace pro vlajku Západní Samoy Poměr stran: 1:2
Západosamojská vlajka (1948–1949) Poměr stran: 1:2

Dne 24. února 1949 byla do kantonu přidána pátá (nejmenší) hvězda. 1. ledna 1962 vyhlásila Západní Samoa nezávislost pod stejným názvem. Dne 4. července 1997 byl název státu upraven na Samoa. Vlajka z roku 1949 změněna nebyla a platí dodnes.